# كراش بانديكوت 2: إن-ترانسد
كراش بانديكوت 2:إن-ترانسد (بالإنجليزية: Crash Bandicoot 2: N-Tranced)‏ لعبة فيديو لجيم بوي أدفانس تم تطويرها من قبل شركة فكيريوس فيجينز وتم نشرها من قبل شركة يونيفيرسال إنتراكتيف و شركة فيفندي جيمز لأول مرة في 7 يناير 2003 في أمريكا الشمالية واللعبة عبارة عن مغامرات كراش بانديكوت.

## القصة
بعد فشل خطة السابقة ل د. نيو كورتكس في انكماش الارض، اوكا اوكا يأتمن د. نيفاريوس تروبى لكي يسيطروا على الكون. تروبى نظر إلى المستقبل فرأى نفسه محاطا ب عائلة بنديكوت. لذا فحلهم الوحيد كان نومهم مغناطيسيا بواسطة ان. ترانس سيد النوم مغناطيسيا. لذا فعلى كراش جمع الكريستالات لكي ينقذهم و ينقذ العالم. لذا فيحرر كرانش بعد هزيمته في مبارزة في سماء بغداد ويحرر كوكو بعد هزيمتها في مبارزة في بركان ويحرر كارش المزيف بعد هزيمته في هرم خوفو. بعدها يعثر على مخبأ ترانس ويهزمه في المبارزة. واخيراً يعثر على تروبي في دوامة ويهزمه وينقذ الكون.

## روابط خارجية
- كراش بانديكوت 2: إن-ترانسد على موقع IMDb (الإنجليزية)